# William Jacob Holland

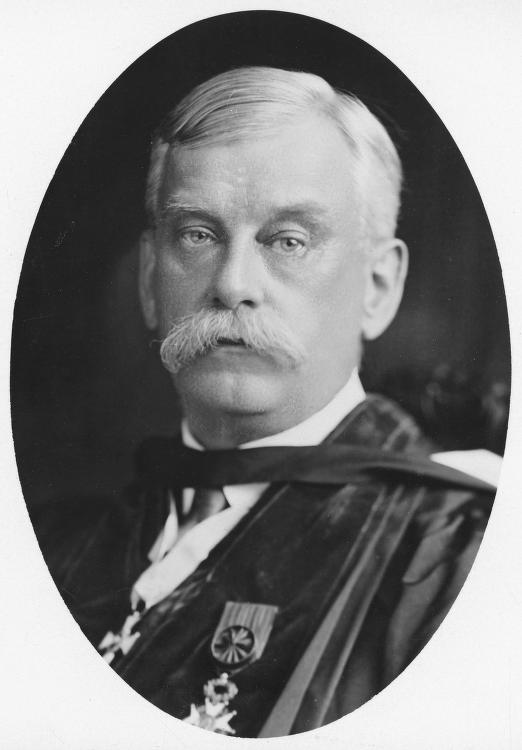
William Jacob Holland

William Jacob Holland (* 16. August 1848 in Bethany, Manchester Parish, Jamaika; † 13. Dezember 1932) war ein US-amerikanischer Presbyterianischer Geistlicher und Naturwissenschaftler und leitete zeitweise das Carnegie Museum of Natural History in Pittsburgh.

## Leben
William Jacob Holland war ein Sohn des Geistlichen Francis Raymond Holland und seiner Gattin Augusta Eliza und wurde im Manchester Parish in Jamaika geboren. 1851 kehrten seine Eltern mit ihm in die USA zurück. Die Familie wohnte zunächst in Ohio, ab 1858 in North Carolina und ab 1863 in Pennsylvania. Er erhielt seine Ausbildung in Salem (North Carolina) und auf dem Moravian College in Bethlehem (Pennsylvania), wo er auch Theologie studierte. 1869 wechselte er ans Amherst College in Massachusetts und schloss ein umfassendes naturwissenschaftliches Studium an seine theologische Ausbildung an. Er arbeitete dann zunächst als Lehrer, beendete aber auf Wunsch seines Vaters auch das Theologiestudium in Princeton und wurde 1874 Pastor in Pittsburgh. Hier lernte er wohl auch seine spätere Frau Carrie Moorhead kennen, die er am 23. Januar 1879 heiratete.
Nachdem er an verschiedenen Kirchen gewirkt hatte, wurde er Lehrer für alte Sprachen am Pennsylvania Female College; 1891 wurde er Kanzler der University of Pittsburgh und 1898 Direktor des Carnegie Museum of Natural History. In dieser Funktion verblieb er bis 1922.
1877 nahm der am siebten Weltkongress der Evangelical Alliance teil, 1887 an einer Expedition nach Japan, die anlässlich einer Sonnenfinsternis durchgeführt wurde. 1889 bereiste er Westafrika. Holland, der zahlreiche internationale Auszeichnungen erhielt, war unter anderem Präsident der Entomologischen Gesellschaft von West Pennsylvania, er gehörte der American Association of Museums an, der American Philosophical Society, der Zoological and Entomological Society of London, der American Geological Society und der Royal Society of Edinburgh. Er war Ehrenmitglied der Königlichen Akademie von Bologna, der Akademie der Wissenschaften von La Plata, der Königlichen Gesellschaft für Archäologie und Geographie von Schweden und der Königlichen Akademie der Wissenschaften von Spanien.

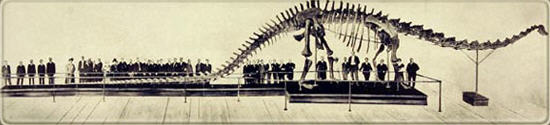
Kongress der American Association of Museums 1907

Zu seinen Werken zählen The Butterfly Book, The Moth Book, The Butterfly Guide, To the River Plate and Back sowie zahlreiche kleinere Veröffentlichungen. Unter seiner Ägide wurde die Schmetterlingssammlung des Carnegie Museums stark ausgebaut. Neben den Lepidoptera interessierten ihn besonders fossile Reptilien; die Dinosauriersammlung des Carnegie Museums nahm ihren Anfang mit einem eigens für das Museum ausgegrabenen Diplodocus carnegii.